# بخش آرنا، شهرستان لاک کوئی پارب، مینه سوتا
بخش آرنا (به انگلیسی: Arena Township) یک منطقهٔ مسکونی در ایالات متحده آمریکا است که در Lac qui Parle County واقع شده‌است.
 بخش آرنا ۹۶٫۱ کیلومتر مربع مساحت و ۱۵۳ نفر جمعیت دارد و ۳۲۹ متر بالاتر از سطح دریا واقع شده‌است.